# Staphorster variant
De Staphorster variant betreft een coalitiemogelijkheid in de Nederlandse Tweede Kamer waarbij de grote(re) rechtse partijen een regering vormen samen met of met gedoogsteun van één of meer van, de kleine orthodox-christelijke partijen. De term verwijst naar de gemeente Staphorst, waar de bevolking veelal op deze kleine christelijke partijen stemt. Oorspronkelijk is de term afkomstig uit de verkeersinfrastructuur en is daar ook bekend als Staphorsterkruispunt.

## Gedoogsteun
In het verleden konden regeringen soms (mede) dankzij gedoogsteun van deze christelijke partijtjes doorregeren. Een voorbeeld hiervan is het eerste kabinet-Van Agt uit de tweede helft van de jaren zeventig. Dit beschikte in de Tweede Kamer slechts over een nipte meerderheid, en had te kampen met eigen Kamerleden die liever een kabinet met oppositiepartij PvdA hadden gezien dan een CDA-VVD kabinet. Dankzij steun van de toenmalige kleine orthodox-protestantse partijen wist deze regering toch te overleven. De gedoogsteun bleek voor het kabinet cruciaal om in het zadel te blijven. Dankzij de steun van SGP en GPV overleefde het kabinet-Van Agt in de nacht van 26 op 27 juni 1980 namelijk een motie van wantrouwen van PvdA-leider Joop den Uyl, die hij had ingediend nadat het kabinet een motie om tegen Zuid-Afrika een olieboycot in te stellen naast zich neer gelegd had. De motie-Den Uyl werd ondanks de steun van de CDA-loyalisten met 72 stemmen voor en 74 tegen verworpen.

## Oorsprong van het begrip in de politiek
De term Staphorster variant is bedacht door Jan Joost Lindner, politiek commentator van de Volkskrant. Hij schreef op 27 juni 1981, toen de formatiebesprekingen in volle gang waren:
Het minderheidskabinet met de VVD, gesteund in de Kamer door de kleine rechts-protestantse clubjes, hangt als een dreiging boven deze informatiepoging. Dat was op 26 mei al zo, maar door Van Agts zeer hautaine houding tegenover PvdA en D’66 begint het onderzoek naar die Staphorster variant steeds dichterbij te komen. Tegelijkertijd is duidelijk dat op de heer Leerling en zijn maat niet gerekend hoeft te worden. De RPF is een soort Boerenpartij met zwarte kousen aan. Van Agt moet dus Staphorst zelf bezoeken. CDA en VVD kunnen alleen regeren met vaste steun van de SGP, nu onder leiding van de flegmatieke Henk van Rossum. En ze hebben nog een goede kans dat het lukt ook.
Lindner dacht overigens in de eerste plaats aan een minderheidskabinet van CDA en VVD (die in 1981 samen 74 zetels hadden) dat gedoogsteun zou krijgen van SGP, RPF en GPV, en niet aan regeringsdeelname van deze kleine orthodox-protestantse partijen. In 1977 was de PvdA buiten de regering gehouden, volgens Lindner door toedoen van Van Agt, en dat kon in 1981 zomaar weer gebeuren.

## Kritiek
De term is een verwijzing naar de situatie in het conservatieve Staphorst, waar de SGP veel stemmen krijgt. Om deze reden herkenden RPF en vooral GPV zich niet in de typering van Lindner. Gert Schutte, leider van het GPV, sprak in 1986 daarom op een verkiezingsbijeenkomst in Groningen, waar relatief gezien veel GPV'ers woonden, over de Groninger Variant. Het GPV stond niet voor christelijke bekrompenheid (waar de SGP ook niet voor staat), maar had volgens hem juist heel positieve programmapunten, zoals het bestrijden van de werkloosheid.
Ook in de gemeente Staphorst is men niet blij met de verwijzing. Daar geeft men aan "Staphorster variant" een alternatieve invulling: een verkeerstechnische oplossing op een drukke kruising.

## Oorsprong van het begrip in de wegenbouw
Bij de aanleg van de toenmalige Rijksweg 31 als autoweg met gelijkvloerse kruisingen in de eerste helft van de 20e eeuw, moest in Staphorst de plaatselijke dorpsstraat (Gemeenteweg) worden gekruist. Omdat men een gewoon kruispunt gevaarlijk vond voor het plaatselijke verkeer, werd besloten om de rijbanen van de rijksweg uit elkaar te halen en elk met een boog de Gemeenteweg te laten kruisen, waardoor er een brede middenberm ontstond. Hierdoor kon het verkeer op de dorpsstraat veiliger de rijksweg oversteken.

Later is dit type kruispunt vaker toegepast, maar omdat in Staphorst de eerste werd aangelegd is de naam Staphorster variant c.q. Staphorsterkruispunt jargon in de wegenbouw geworden.
Bij de ombouw van de autoweg naar autosnelweg van de huidige A28 met een viaduct over de Gemeenteweg rond 1970, is de gelijkvloerse kruising in Staphorst komen te vervallen.

## Terugkeer van het begrip
Ook na de Tweede Kamerverkiezingen van 2003 is deze mogelijkheid weer ter sprake gekomen, maar uiteindelijk kozen de coalitiepartners VVD en CDA toch voor D66, omdat de VVD niets zag in het meeregeren door deze orthodoxe partijen. In 2007 trad de ChristenUnie toe tot het kabinet-Balkenende IV, maar de CU was toen al geëvolueerd tot een "gewone" confessionele partij.
Na de verkiezingen van 2011 voor Provinciale Staten had het kabinet-Rutte I in de Eerste Kamer geen meerderheid. Ze werd afhankelijk van SGP-senator Gerrit Holdijk. Van de afspraak in het regeerakkoord om gemeentes vrij te laten in het aantal koopzondagen werd daarna althans uit regeringskringen niets meer vernomen. Ook trok de VVD haar handtekening onder de initiatiefwet voor de afschaffing van het artikel over godslastering terug. Senator Holdijk torpedeerde het plan van minister Opstelten om de griffiekosten bij rechtszaken drastisch te verhogen. In maart 2012 viel met het uittreden van Hero Brinkman uit de PVV ook de meerderheid in de Tweede Kamer. Bij de onderhandelingen over een actualisering van het regeerakkoord werd de SGP dan ook geïnformeerd en geraadpleegd.
Na de herindelingsverkiezingen in Goeree-Overflakkee ontstond het college van B&W uit winnaar SGP met de ChristenUnie, het CDA en de VVD.